# Бремангер
Бремангер (норв. Bremanger) — коммуна в губернии Согн-ог-Фьюране в Норвегии. Административный центр коммуны — город Свельген. Официальный язык коммуны — нюнорск. Население коммуны на 2007 год составляло 3894 чел. Площадь коммуны Бремангер — 832,83 км², код-идентификатор — 1438.

## История населения коммуны
Население коммуны за последние 60 лет.